# Lüllekehaus
Das Lüllekehaus, auch Haus der willigen Armen, Hospital des heiligen Alexius oder Zellitenhaus, war eine bürgerliche Hospital-Stiftung des 14. Jahrhunderts in Hildesheim, die sich zu einem Alexianer -Konvent entwickelte und nach der Reformation als evangelisches Haus für bedürftige Alte fortbestand. Es stand am Langen Hagen, Ecke Schenkenstraße. Nach dem Abriss um 1800 wurde es durch das heutige Gebäude ersetzt.

## Name
Lülleke ist eine niederdeutsche Verkleinerungsform zu Lollbruder oder Lollhart, volkstümlichen Spottnamen für die als ungebildet geltenden Krankenpflegebrüder.

## Geschichte
Der Hildesheimer Bürger Evert Galle stiftete die Einrichtung 1369. Laut Aufzeichnung seiner Enkel tat er das zu seinem Seelenheil infolge eines Traums und kaufte dafür dem Michaelskloster ein Gartengrundstück ab, um darauf das Haus zu bauen.
Bestimmungsgemäß zogen mehrere mittellose, fromme Männer in dem Haus ein, erhielten dort kostenlose Unterkunft und Verpflegung und verpflichteten sich, Kranke zu pflegen und Tote zu begraben – besonders in Pest- und Seuchenzeiten –, sowie für das Seelenheil des Stifters und aller Wohltäter der Einrichtung zu beten. Es handelte sich anfangs um eine Laiengemeinschaft ohne Gelübde nach Art der Begarden. Sie trugen jedoch einen Habit. Der Rat der Stadt bestätigte die Gründung.
Im Haus befand sich eine Kapelle, in der die Messe gefeiert wurde, wie entsprechende Stipendien- und Kerzenstiftungen bezeugen. Evert Galles Nachkommen und andere Bürger vergrößerten das Stiftungseigentum durch Geld, Land und Mühlenrechte. Im Lauf des 15. Jahrhunderts nahm die Gemeinschaft die Augustinusregel an, was der Bischof bestätigte.
Im Zuge der Reformation wurde den Brüdern 1543 das Tragen des Habits untersagt. In der Folgezeit wandelte sich das Haus in ein evangelisches Armen-Altenheim. Um 1800 wurde das Gebäude wegen Baufälligkeit abgerissen. Das Grundstück blieb zunächst unbebaut, bis 1828 das heutige Gebäude als Knabenschule der Martinigemeinde entstand.